# Rolnická a odborná škola hospodářská v Kuklenách
 Rolnická a odborná škola hospodářská v Kuklenách – areál školních budov v Pražské třídě čp. 68 v Hradci Králové, který byl postaven v letech 1922–1923.

## Stavební popis
Stavba se skládala z hlavní školní dvoupatrové budovy, jednopatrové obytné budovy pro učitele a jednopatrové obytné budovy pro zřízence, přičemž hlavní dvoupatrová školní budova byla v režii obce a 2 jednopatrové obytné nájemní domy pro učitele a zřízence vystavělo kuratorium. Do hlavní budovy byl umístěn projekční sál se stálým kinematografem a 4 velké učebny. V přízemí byla umístěna sborovna, ředitelna, účtárna, internátní jídelna a kuchyně, ve druhém poschodí internát pro 50 studujících, v podkroví místnosti pro ubytování dalších 40 osob. Vzorně byl zařízen i školní statek, který se skládal z konírny pro 3 tažné koně, kravína pro 18 kusů hovězího dobytka, z pícní komory a dalších potřebných hospodářských budov (stanice na moření osiva, selekční stodola pro sklizeň z pokusných polí). V zahradním průčelí školy navíc nalezneme pomník Antonína Švehly z roku 1936.

## Historie
Kuratorium se usneslo již 30. listopadu 1921, aby ještě téhož roku bylo přikročeno ke stavbě rolnicko-zelinářsko-ovocnické školy v Kuklenách. Na podzim 1921 byla obcí zahájena stavba škvárovou zavážkou příkopu u silnice, hlubokého až 3 metry, podél celého staveniště. Rolnictvo bylo požádáno o bezplatnou navážku cihel, čemuž vyhovělo. Kuratorium pro stavbu školy zase provedlo dle závazku chodníky před stavebním objektem, postavilo podezdívku a ploty. 12. ledna následujícího roku požádalo kuratorium o vyslání stavební komise ke stavbě hospodářské školy na parcely koupené od Obchodní banky v Hradci Králové. 27. února zaslala okresní politická správa povolení ke stavbě školy, přičemž sama obec škrtla z rozpočtu 20000 Kč na stavbu školy, neboť je potřebovala k výstavbě měšťanské školy.
28. března 1922 obecní úřad udělil povolení ke stavbě dvou obytných budov na dotčeném území. Provedení stavby podle projektu prof. Theodora Petříka bylo svěřeno firmě Capoušek, Šandera a Chudomel, přičemž započato s ní bylo v červenci a ač zedníci tři týdny stávkovali, přece byla stavba do zimy přivedena pod střechu. Celkový náklad činil 3,5 milionu Kč.
Kolaudace školní budovy byla 26. září 1923, k jejímu slavnostnímu otevření došlo o 2 dny později, kdy starosta Novák ve svém projevu mj. řekl: „Postavili jste si krásný pomník na věky trvalý, který bude hlásati pro všechen čas vaši vyspělost, vaše uvědomění, ale také vaši obětavost a plné porozumění pro zájem a dobro celku.“ Povolení k užívání bylo dáno 15. října téhož roku.
V průběhu času prošla škola různými přístavbami a opravami, z nichž poslední proběhla od dubna do srpna 2011, kdy došlo k rekonstrukci střechy včetně zateplení, opravě a nátěru fasády a kompletní výměně okapů a svodů.
K roku 2020 je v budově umístěna Střední odborná škola veterinární.

## Absolventi
Mezi absolventy místního Přírodovědného gymnázia (které zaniklo roku 2002) z roku 2001 je například známý popularizátor paleontologie a publicista Vladimír Socha.